# Washougal
Washougal é uma cidade localizada no estado norte-americano de Washington, no Condado de Clark.

## Demografia
Segundo o censo norte-americano de 2000, a sua população era de 8595 habitantes.
Em 2006, foi estimada uma população de 11.326, um aumento de 2731 (31.8%).

## Geografia
De acordo com o United States Census Bureau tem uma área de
13,0 km², dos quais 12,8 km² cobertos por terra e 0,2 km² cobertos por água. Washougal localiza-se a aproximadamente 11 m acima do nível do mar.

## Localidades na vizinhança
O diagrama seguinte representa as localidades num raio de 12 km ao redor de Washougal.